# Kiran Khan
Kiran Khan (ur. 21 grudnia 1989 w Lahaurze) – pakistańska pływaczka, uczestniczka igrzysk olimpijskich, rekordzistka kraju, wielokrotna mistrzyni kraju, mistrzyni i medalistka Igrzysk kobiet arabskich oraz Igrzysk Azji Południowej.
Podczas XXIX Letnich Igrzysk Olimpijskich w 2008 roku w Pekinie, Khan reprezentowała swój kraj na dystansie 50 metrów stylem dowolnym. Wystartowała w czwartym wyścigu eliminacyjnym, w którym, z czasem 29,84 zajęła w nim szóste miejsce. Ostatecznie zakończyła rywalizację na sześćdziesiątym dziewiątym miejscu.
Khan jest również wielokrotną mistrzynią krajową. Na Igrzyskach kobiet arabskich oraz na Igrzyskach Azji Południowej zdobyła łącznie trzydzieści pięć medali.